# Rhadinaea macdougalli
Rhadinaea macdougalli este o specie de șerpi din genul Rhadinaea, familia Colubridae, descrisă de Worthington George Smith și Langebartel 1949. Conform Catalogue of Life specia Rhadinaea macdougalli nu are subspecii cunoscute.